# Невероятные приключения ДжоДжо (фильм, 2017)
Невероятные приключения ДжоДжо: Несокрушимый Алмаз Глава I (яп. ジョジョの奇妙な冒険 ダイヤモンドは砕けない 第一章 Дзёдзё но кимё:на бо:кэн дайамондо ва кудакэнай дай-иссё) — японский фильм режиссёра Такаси Миикэ и созданный по мотивам одноимённой манги Diamond Is Unbreakable, входящую в состав франшизы JoJo’s Bizarre Adventure авторства Хирохико Араки. В главный ролях: Кэнто Ямадзаки, Рюноскэ Камики, Нана Комацу, Масаки Окада, Маккэнъю Арата, Такаюки Ямада, Юсукэ Исэя. Выход фильма состоялся в Японии 4 августа 2017 года компаниями Toho и Warner Bros..

## Сюжет
Фильм можно условно поделить на две самостоятельные истории.
Действие происходит в вымышленном городе Морио, где живёт Джоске Хигашиката, внебрачный потомок семьи Джостаров, члены которой обладали сверхъестественными способностями. Сам Дзёсукэ тоже с детства владеет стендом. Однако по неизвестной причине в городе появляется всё больше новых носителей стендов, и проблема заключается в том, что некоторые из этих людей могут быть убийцами или насильниками, а значит, представлять смертельную опасность. В частности, покой в городе сотрясает серийный убийца Андзюро Катагири, недавно получивший силу стенда и отныне способный контролировать воду. Он долгое время точил зуб на начальника полиции Рёхэя Хигасикату, дедушку Дзёсукэ, и решает лично перебить его членов семьи, напав на его жилище. Андзюро затапливает весь дом, убивает Рёхэя и вступает в сражение со стендами Дзёсукэ и Дзётаро Кудзё, родственника, прибывшего в Морио, чтобы помочь Дзёсукэ. Андзюро терпит поражение, а Дзёсукэ с помощью силы своего стенда заточил убийцу своего дедушки в камне.
Во второй части фильма Дзёсукэ и его новый знакомый Коити Хиросэ забредают в заброшенный особняк, где на них нападают стенды, принадлежащие братьям Окуясу и Кэйтё Нидзимура. Кэйтё обладает особыми артефактами — луком и стрелой, способными при поражении цели одаривать её силой стенда, если жертва выживет после попадания. Так Кэйтё ранил Коити, и Дзёсукэ должен спасти друга и в одиночку противостоит Окуясу и Кэйтё. Окуясу нечаянно становится сам жертвой нападения стенда Кэйтё. Второй, видя, как смертельно ранил брата, отрёкся от него. Дзёсукэ лечит Окуясу, и тот в благодарность помогает спасти Коити. Сам Коити же открывает в себе новые способности стенда, и вместе с Дзёсукэ ему удаётся победить Кэйтё. Последний убегает на чердак, где живёт изменённый до неузнаваемости и лишённый рассудка отец Кэйтё и Окуясу. Кэйтё признаётся, что наделял людей силой стенда, чтобы убить отца, которого невозможно умертвить всеми испробованными способами. Кажется, что Кэйтё и Дзэсукэ заключили мир, однако внезапно таинственный стенд нападает на Кэйтё и убивает его. Герои понимают, что городку Морио угрожает другой опасный носитель стенда, и Окуясу решает стать союзником Дзёсукэ.

## В ролях
| Актёр           | Роль               |
| --------------- | ------------------ |
| Кэнто Ямадзаки  | Дзёсукэ Хигасиката |
| Рюносукэ Камики | Коити Хиросэ       |
| Нана Комацу     | Юкако Ямагиси      |
| Масаки Окада    | Кэйтё Нидзимура    |
| Маккэнъю        | Окуясу Нидзимура   |
| Такаюки Ямада   | Андзюро Катагири   |
| Юсукэ Исэя      | Дзётаро Кудзё      |
| Алиса Мидзуки   | Томоко Хигасиката  |
| Дзён Кунимура   | Рёхэй Хигасиката   |
| Синта Нитта     | Ёсикагэ Кира       |

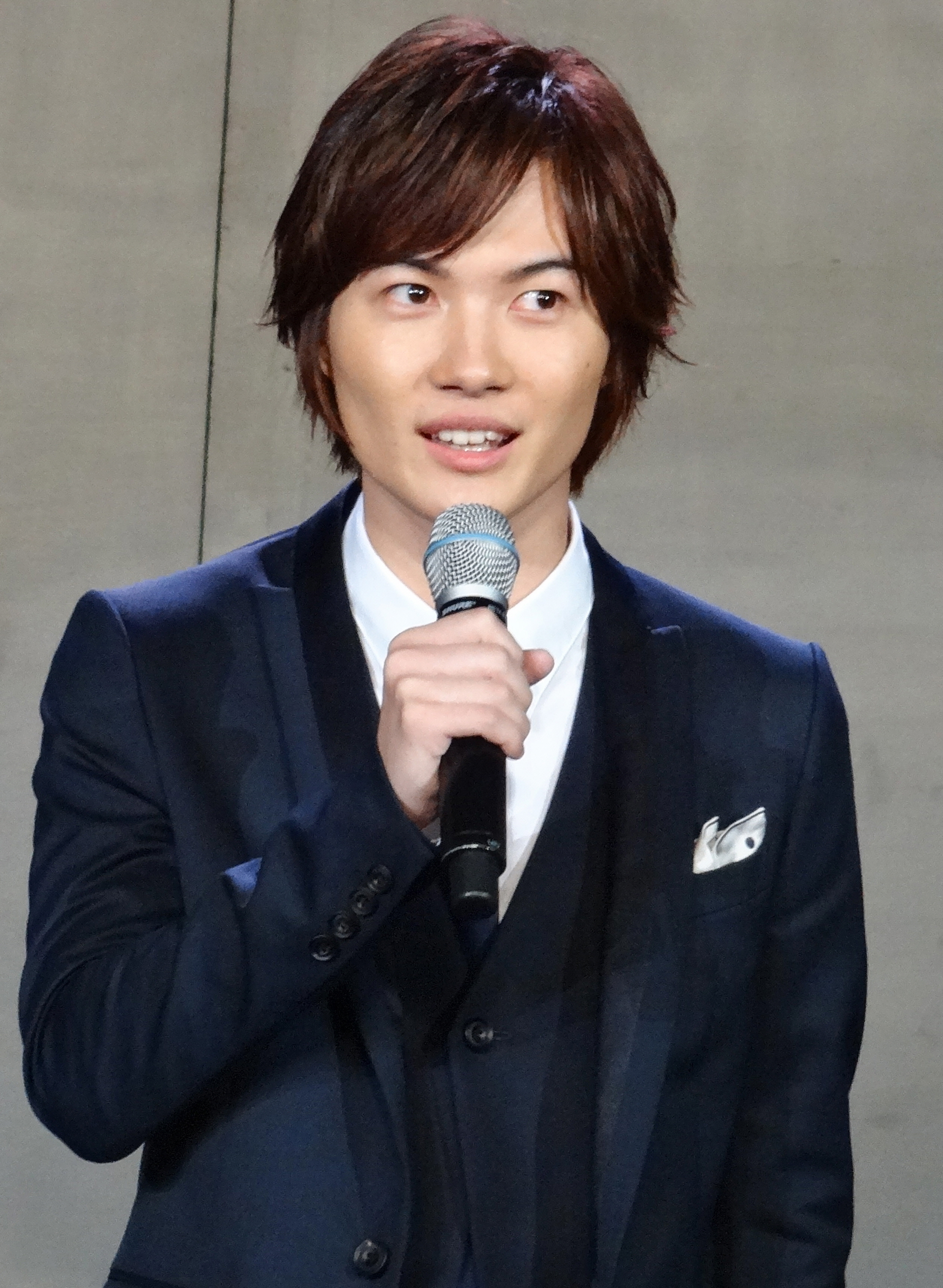
Рюносукэ Камики
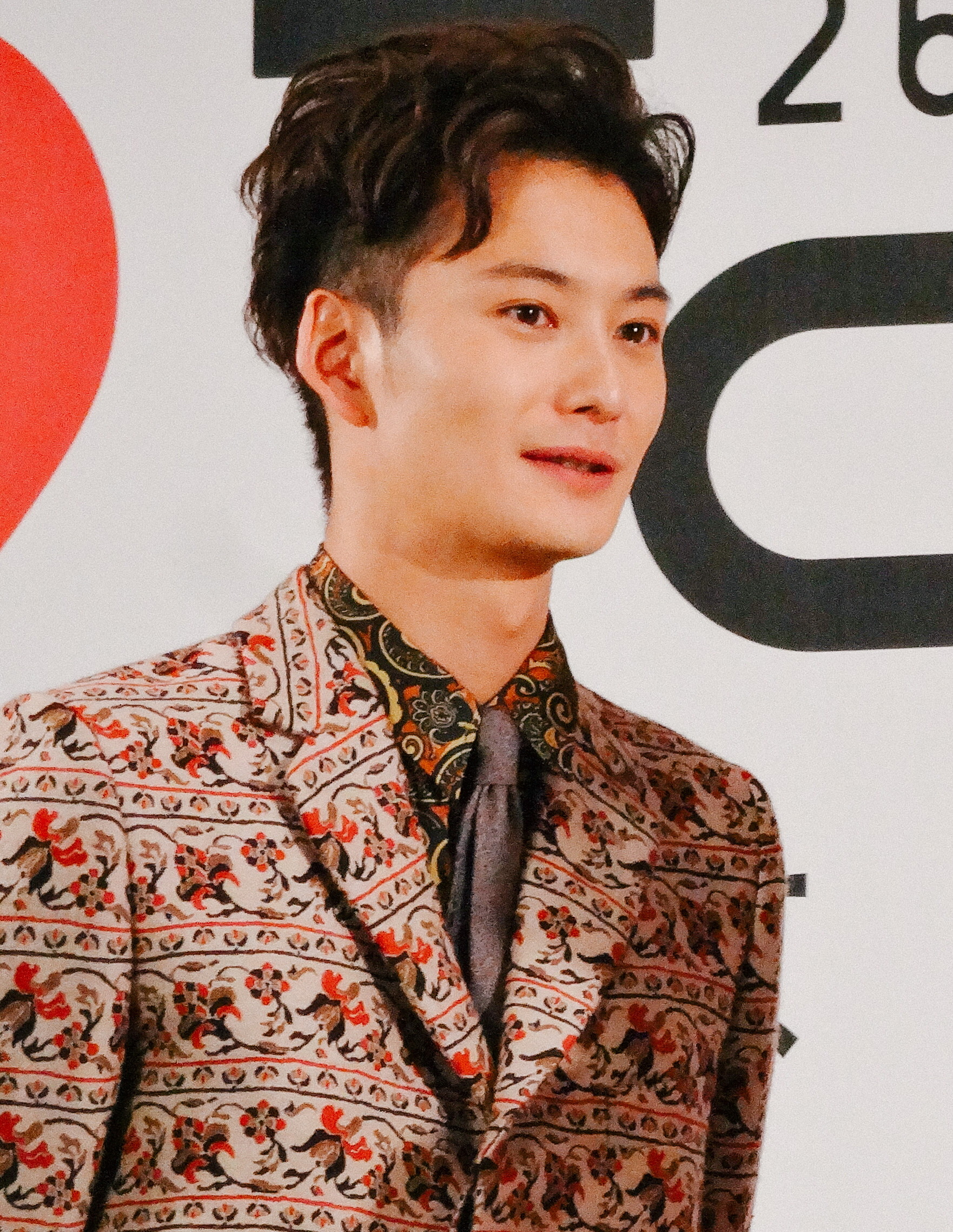
Масаки Окада
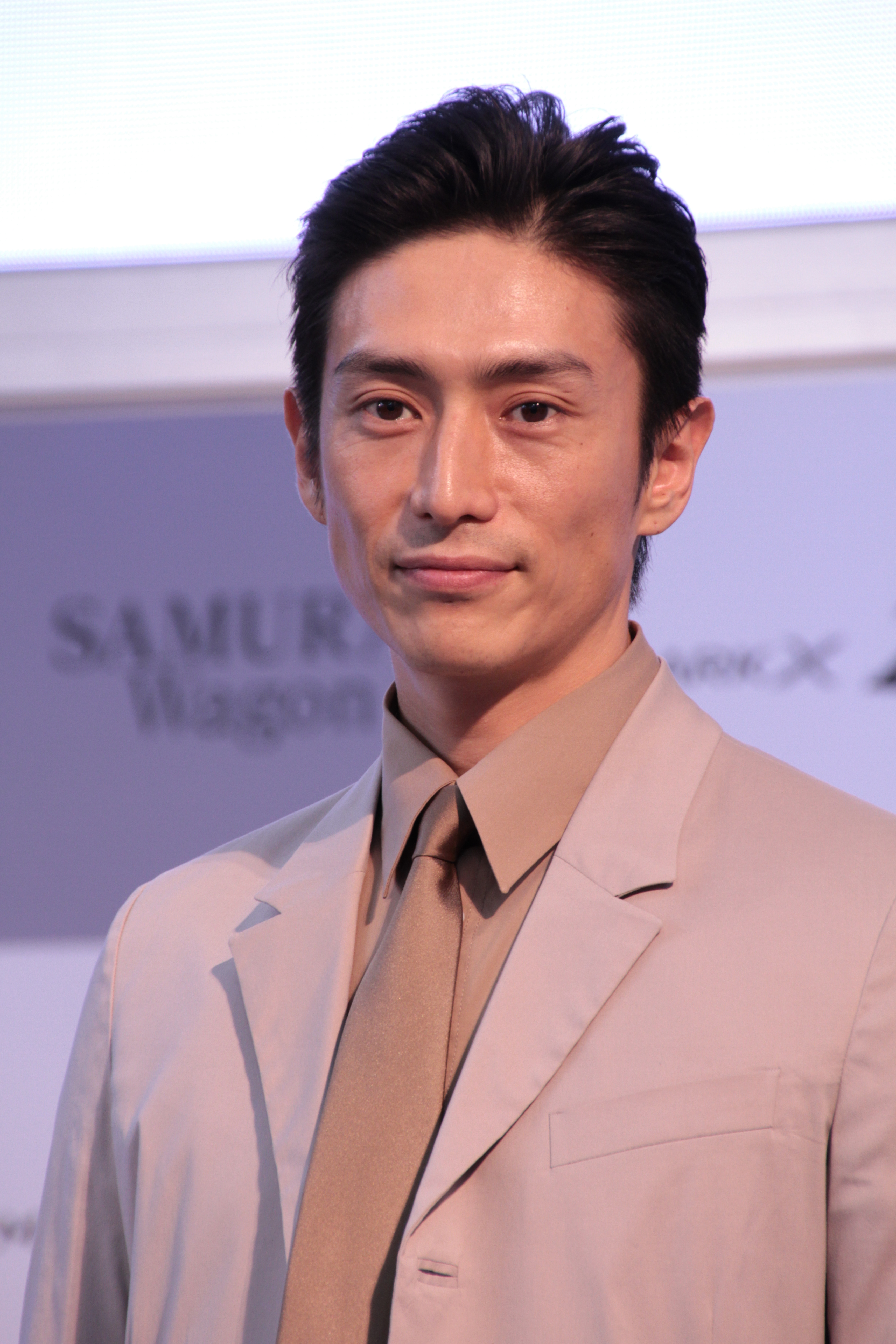
Юсукэ Исэя

## Создание

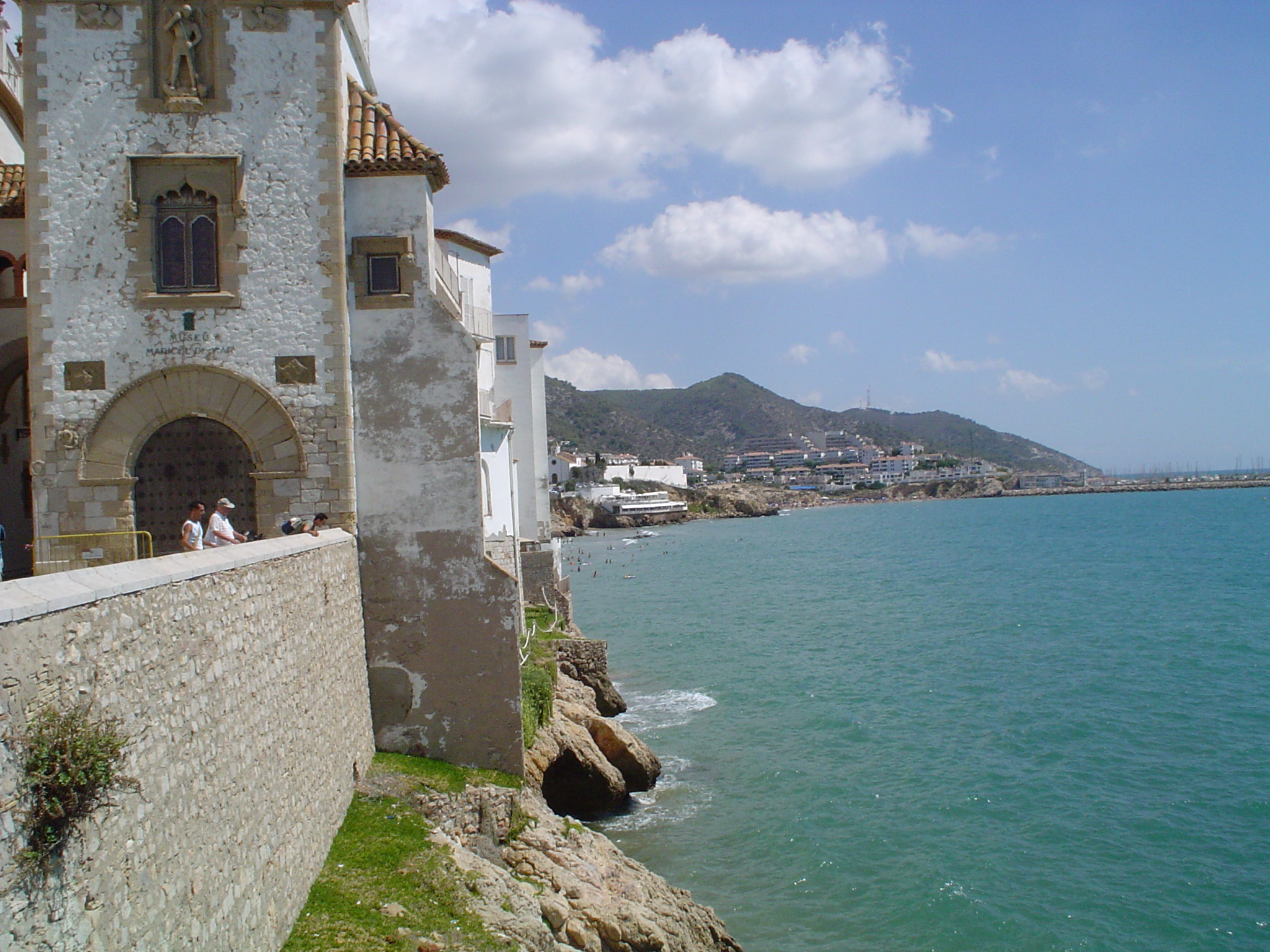
Съёмки фильма происходили в Каталонии, городе Сиджес

В 2016 году компании Toho и Warner Bros. объявили, что работают над совместным созданием фильма по мотивам манги Diamond Is Unbreakable — четвёртой арки JoJo’s Bizarre Adventure, который должен был бы выйти летом 2017 года. Обе студии также собирались выпустить фильм за пределами Японии и создавать сиквелы. Режиссёром фильма выступил Такаси Миикэ, широко известный за пределами Японии благодаря созданию большого количества фильмов и экспериментами с разными кинематографическими жанрами. Съёмки фильма проводились в Японии, а также в Каталонии, городе Сиджес.
Такаси снимал фильм фактически параллельно со своим другим проектом — Терраформеры. Он заметил, что уже давно является поклонником манги серии JoJo и, несмотря на свой плотный график работ, всегда находил свободное время почитать мангу, поэтому, прежде чем стать режиссёром четвёртой арки Diamond Is Unbreakable, Такаси уже был знаком с первоисточником. Над сюжетом фильма Такаси работал уже в течение 10 лет, а права на экранизацию получил за 5 лет до выпуска фильма, сами же съёмки фильма начались в 2016 году. Решение экранизировать именно четвёртую арку, режиссёр объяснил тем, что, по его чувствам, данная часть остаётся самой любимой у японских читателей.
Режиссёр заметил, что, несмотря на то, что действие манги происходит в Японии, мир JoJo абсолютно вымышленный, сотканный из фантазий автора-мангаки Хирохико Араки. Это чувство сюрреализма Такаси желал передать и в фильме, решив, помимо японского города Сендая, по образу которого создавался вымышленный городок Морио, вести основные съёмки далеко за пределами Японии. На ранних этапах производства режиссёр рассматривал возможность смены локаций (городов) и основных персонажей. Существовала также мысль дать главному герою неяпонские имя и фамилию. Однако Такаси решил ограничиться местом действия за пределами Японии, чтобы не отойти слишком далеко от канона. Режиссёр решил снять фильм в южноевропейском городе, чтобы придать сценам «западный колорит» наподобие того, как Хирохико Араки вдохновлялся итальянской культурой при написании манги. Локации европейского города и Сендая должны быть представлены как районы вымышленного городка Морио в фильме.
Таким образом, выбор режиссёра пал на каталонский город Сиджес после того, как он посетил его кинофестиваль. Съёмки самого фильма проводились в Сиджесе во время местного фестиваля для придания дополнительного антуража сценам. Актёры заднего плана являются японцами. Такаси необходимо было декорировать сцены для фильма, таким образом, будто это происходит в Японии, то есть заменить все местные вывески в кадрах на японские и использовать массовку из японских актёров. Учитывая то, что местное население и некоторые члены команды не говорили по-японски, режиссёр и его команда столкнулись со множественными трудностями, «в какой то момент проект казался невыполнимым». Такаси усмотрел это и заранее подготовился к тому, что на съёмки потребуется солидный денежный бюджет. Часть сцен снималась в Японии. Всего на съёмки потребовалось несколько месяцев.

## Выход и кассовые сборы
Фильм как адаптация манги сыскал относительный успех в Японии. В первую неделю после выхода фильм занял 5 место по посещаемости в кинотеатрах Японии, за первую неделю также было продано 117 000 билетов, а кассовые сборы составили 166 миллионов иен (1,5 миллиона долларов США). Фильм по популярности конкурировал с другой манга-экранизацией «Атака титанов». На второй неделе фильм спустился на 11 место по посещаемости в кинотеатрах. Экранизация JoJo выделяется тем, что получила относительно благоприятные отзывы зрителей и фанатов оригинальной манги, в то время как абсолютное большинство современных манга-экранизаций получают крайне негативные оценки от японских зрителей. Несмотря на вышесказанное, фильм принято считать и относительно провальным, так как, учитывая широкую фанатскую аудиторию манги JoJo в Японии, посещаемость кинотеатров и кассовые сборы оказались на порядок ниже, чем создатели ожидали. Поэтому. по состоянию на конец 2017 года, вопрос относительно того, будет ли вообще снято продолжение, оставался открытым.
23 марта 2018 года фильм вышел на физическом носителе Blue Ray в Японии, a 27 августа того же года — на DVD.
9 июля 2018 года права на фильм приобрела американская компания Viz Media.
1 ноября 2019 года фильм был показан на телеканале «FAN» в России.

## Музыка
2 августа 2017 года выл выпущен альбом под названием JoJo's Bizarre Adventure: Diamond is Unbreakable - Chapter 1 Original Soundtrack (яп. ジョジョの奇妙な冒険 ダイヤモンドは砕けない 第一章 オリジナル・サウンドトラック). В его состав входит музыкальное сопровождение из фильма.
| №                   | Название                   | Длительность |
| ------------------- | -------------------------- | ------------ |
| 1.                  | «奇妙な冒険»               | 1:10         |
| 2.                  | «KATAGIRI»                 | 3:07         |
| 3.                  | «KEEP OUT»                 | 2:28         |
| 4.                  | «杜王町»                   | 1:20         |
| 5.                  | «異変»                     | 1:18         |
| 6.                  | «アンジェロとの戦い»       | 2:54         |
| 7.                  | «Dの拳»                    | 1:16         |
| 8.                  | «形兆の想い»               | 3:08         |
| 9.                  | «奇妙な血縁»               | 1:25         |
| 10.                 | «この町の人間は俺が助ける» | 3:26         |
| 11.                 | «スタンドを持つもの»       | 1:05         |
| 12.                 | «バッド・カンパニー»       | 2:19         |
| 13.                 | «奇妙な波紋»               | 1:49         |
| 14.                 | «水の中の悪»               | 2:36         |
| 15.                 | «破壊 再生 そして・・・»   | 3:05         |
| 16.                 | «ザ・ハンド»               | 3:25         |
| 17.                 | «HAKAI»                    | 1:01         |
| 18.                 | «出会いとは重力»           | 1:12         |
| 19.                 | «決戦»                     | 5:42         |
| 20.                 | «クレイジー・ダイヤモンド» | 2:22         |
| 21.                 | «KOICHI»                   | 1:26         |
| 22.                 | «YUKAKO»                   | 1:08         |
| 23.                 | «奇妙な運命»               | 1:32         |
| 24.                 | «最大の攻撃！»             | 5:58         |
| 25.                 | «思いを引き継ぐ»           | 5:58         |
| 26.                 | «死闘»                     | 3:33         |
| 27.                 | «愛おしき過去»             | 2:13         |
| 28.                 | «ダイヤモンドは砕けない»   | 2:15         |
| Общая длительность: | Общая длительность:        | 69:00        |

## Восприятие
Джордж Бейкер, критик журнала Timeout, в общем похвалил фильм, назвав его визуально великолепным, иногда гротескным, но в конечном счёте увлекательным и, пожалуй, лучшим фильмом, основанным на манге. Критик отметил мастерство работы «ветерана» Такаси Миикэ, сумевшего построить странный мир ДжоДжо таким образом, чтобы его мог понять новичок. Фильм уделяет достаточное время персонажам и их личностям, а визуальный ряд мира также красочен; решение снимать основные действия в средиземноморском европейском городе придало картине экзотический антураж и подчёркивает, что автор оригинальной манги вдохновлялся европейской культурой. Яго Гарсия из Cinemania заметил, что, даже несмотря на сюжетные и графические излишества, фильм наделён своей глубиной. Фильм сочетает в себе одновременно элементы боевика, школьной комедии и семейной саги. Маргарет Эванс из Starburst, сравнивая фильм и мангу-оригинал, заметила, что киноадаптация наделена драматической глубиной, в то время как манга представляет собой мелодраму. Помимо этого, режиссёру, по мнению Маргарет, удалось передать чувство напряжения в некоторых сценах, что является необходимым качеством хорошего фильма ужасов. Сцены сражения также выгодно выделяются на фоне того, что противники должны прибегать к смекалке, а не слепо атаковать своими «силами».
Ричард Грей из The Reel Bits заметил, что режиссёр справился «с, кажется, невыполнимой задачей» — создать фильм, оправдывающий ожидания фанатов франшизы и одновременно понятный зрителям, не знакомым со вселенной JoJo. Фильм также может быть интересен западному зрителю, увлекающемуся супергероикой. Графика по меркам японского кинематографа также выполнена качественно. Редакция Канобу включила фильм в список лучших японских экранизаций аниме и манги, заметив, что фильм спас удачный актёрский состав, хорошее исполнение роли главного героя, а также сущность самой «безумной» манги-оригинала, которую интересно смотреть и в формате экранизации. Скот Беггс из Nerdinst назвал фильм ярким, визуально красивым, мистическим, внимательным к деталям. Его сюжет восхитительный и одновременно отчуждённый. Тем не менее местами излишне медленное развитие сюжета и излишне долгие диалоги посреди боя сильно портят общее впечатление от картины. В результате экшен-сцены выглядят натянуто, зритель начинает скучать. Фильм лишён своего конца и вводит новый конфликт (явно задуманный для вероятного продолжения), оставляя зрителя неудовлетворённым. Хави Санчес из Sensacine заметил ту же проблему, указав на то, что фильм получился слишком длинным в его двумя часами хронометража. Маргарет из Starburst заметила, что некоторые сцены выглядят растянуто, а другие и вовсе не несут какой либо смысловой нагрузки, что сильно портит общее впечатление от фильма. Помимо этого, фильм ясно даёт понять, что должны последовать сиквелы, таким образом, сюжет имеет большую ценность, если фильм смотреть вместе с его сиквелами, однако не ясно, выйдут ли продолжения вовсе. В результате фильм оставляет впечатление своей незавершённости.
Японским зрителям очень понравился фильм на фоне того, что, как правило, японские фильмы, снятые по мотивам манги или аниме, отличаются гораздо худшим качеством, чем американские блокбастеры, и по этой причине у зрителей изначально были заниженные ожидания, а трейлер фильма ещё перед его выходом набрал большое количество дизлайков.

### Комментарии
1. ↑  ДжоДжо — это изначально сокращённое название от имени и фамилии главного героя первой части манги Phantom Blood — Джонатана Джостара, такой же перевод используется в русских базах данных.
2. ↑  «Стенды» — временно физическое воплощение духовной силы человека во вселенной JoJo’s Bizarre Adventure, имеющие, как правило, облик человекоподобных духов, обладающих различными сверх способностями.